# Karate-Weltmeisterschaften 2012
Die WKF Karate-Weltmeisterschaft 2012 in Paris-Bercy war die 21. Karate-Weltmeisterschaft der WKF. Es war bereits das zweite Mal nach 1972, dass Karate-Weltmeisterschaften in Paris ausgetragen wurden. Sie fanden vom 21. bis 25. November 2012 im Pariser Palais Omnisports statt. Insgesamt traten 990 Athleten aus 116 Nationen an. Es wurden dabei 16 Titel vergeben. Täglich waren dabei bis zu 17.000 Zuschauer anwesend. Es wurden Wettkämpfe im Kata und im Kumite ausgetragen. Frankreich war als Gastgeber mit sieben Gold, zwei Silber und vier Bronzemedaillen die erfolgreichste Nation der WM 2012.

## Bilder

Bilder von der Karate-Weltmeisterschaft in Paris 2012
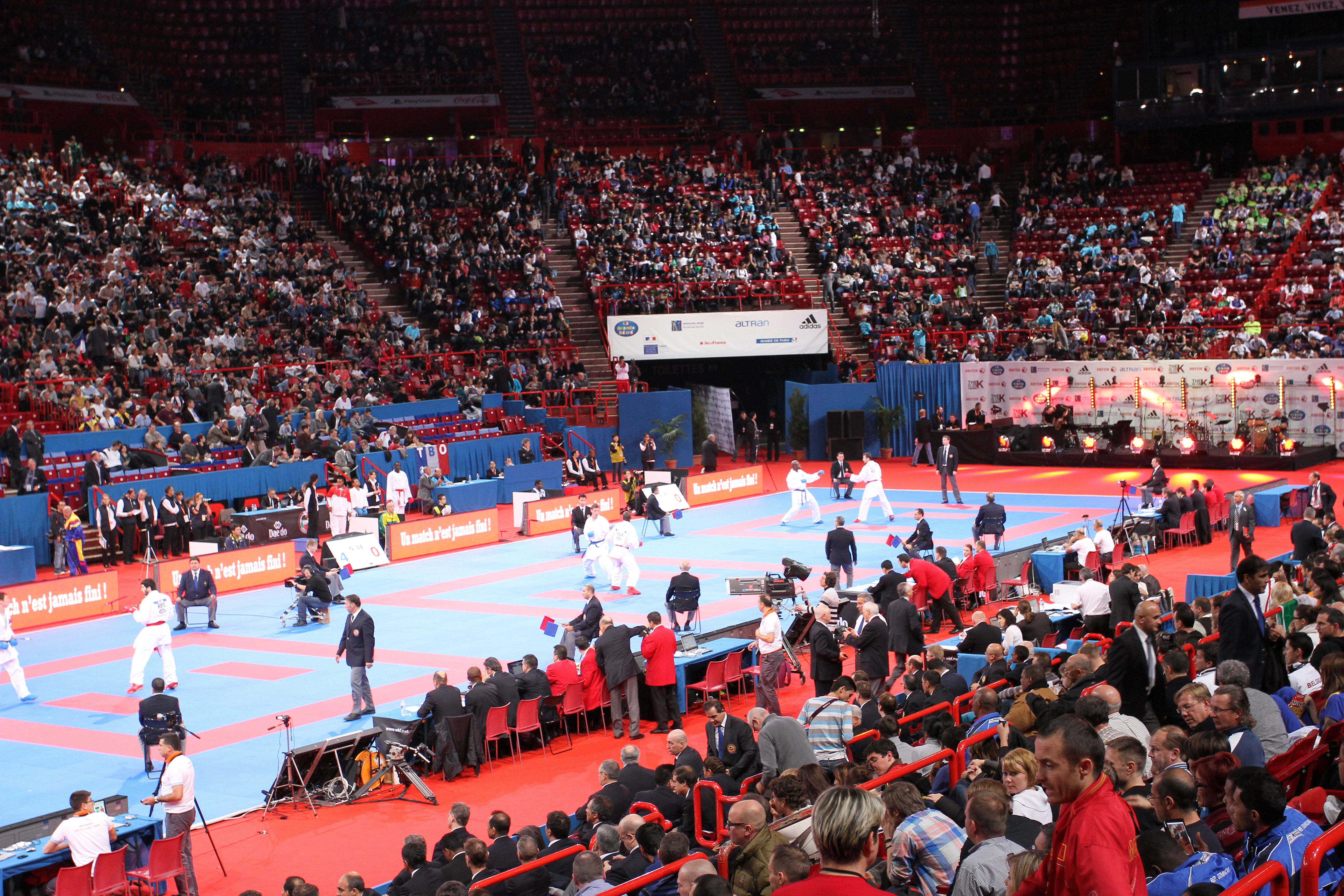
Palais Omnisports
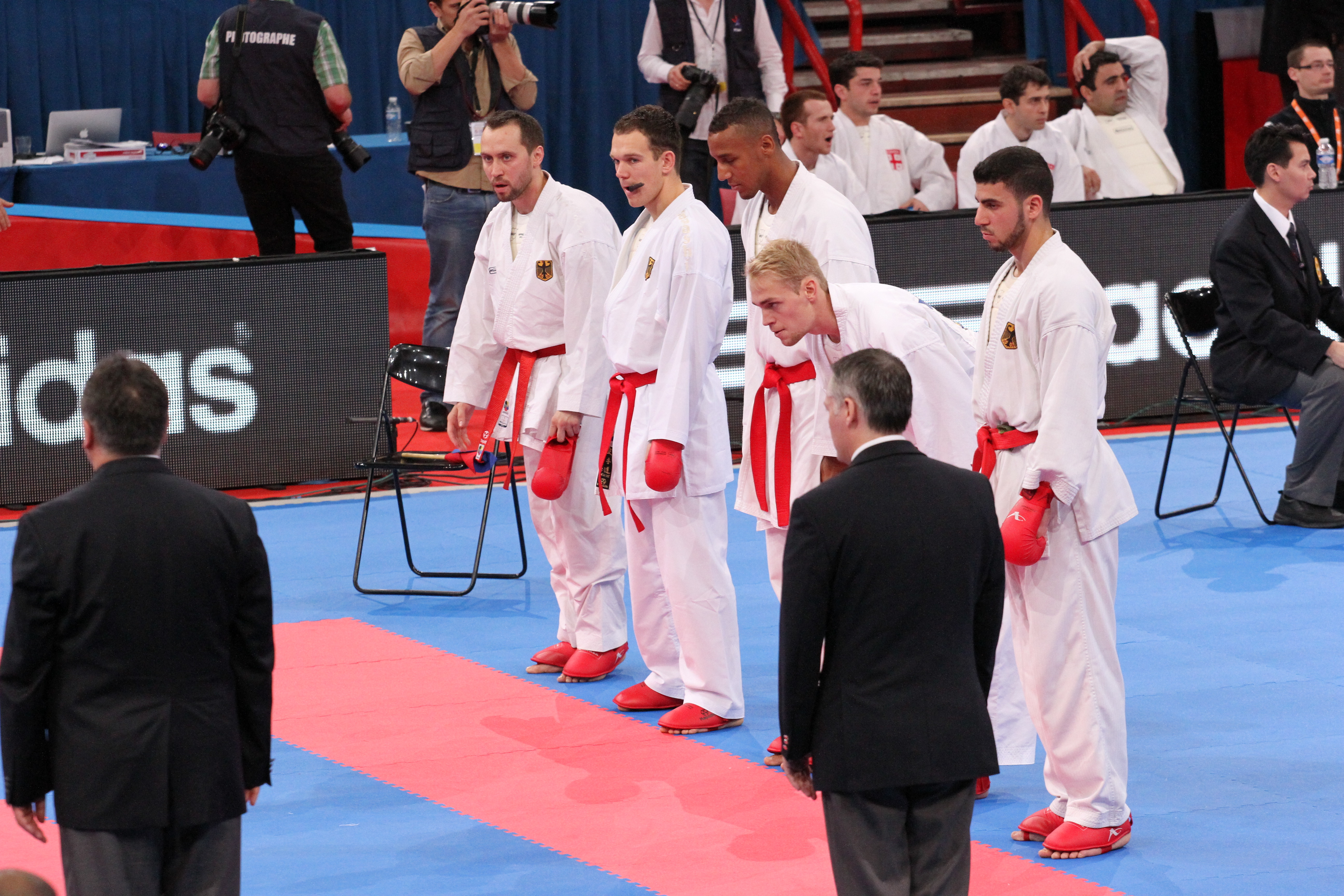
Team Germany
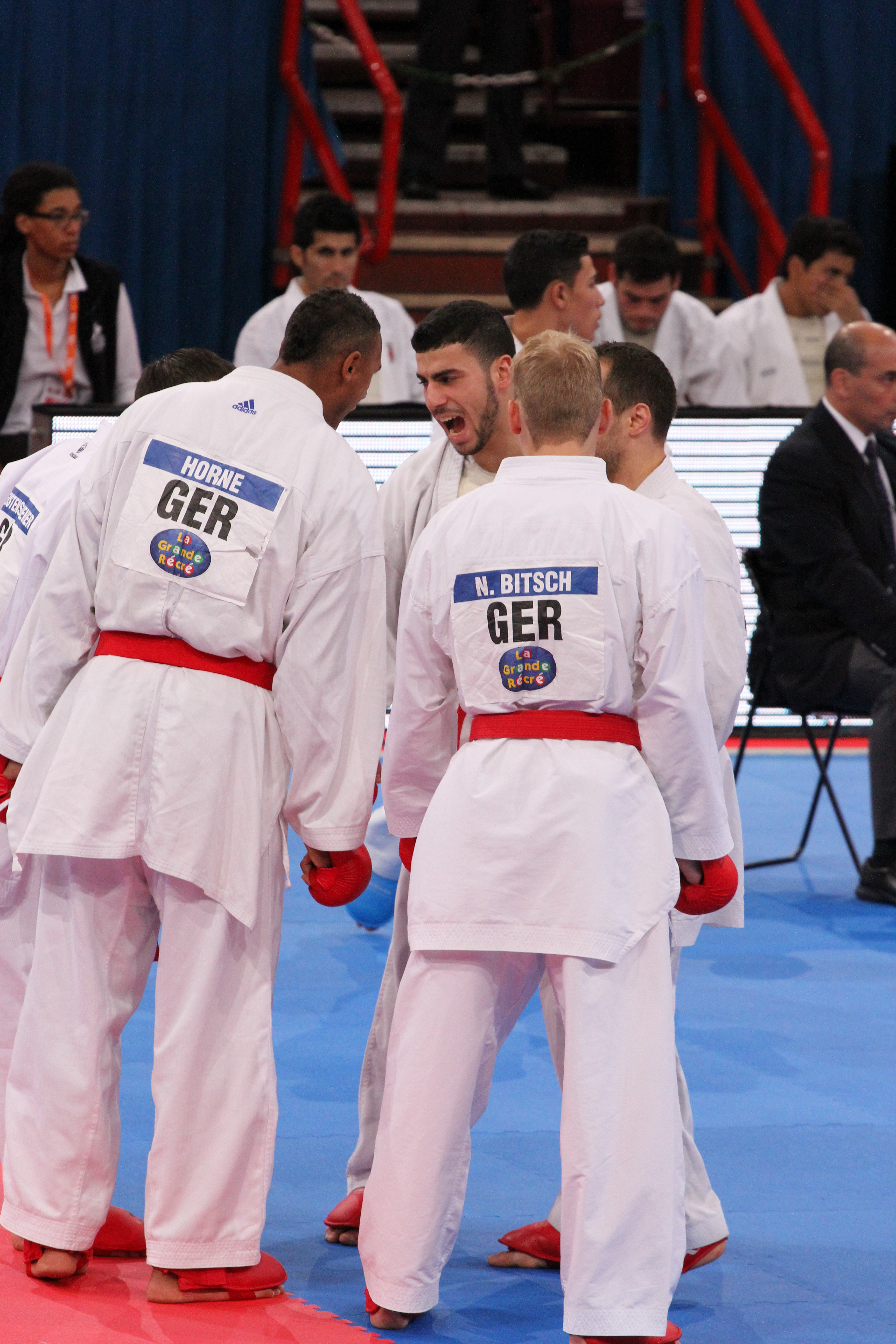
Team Germany
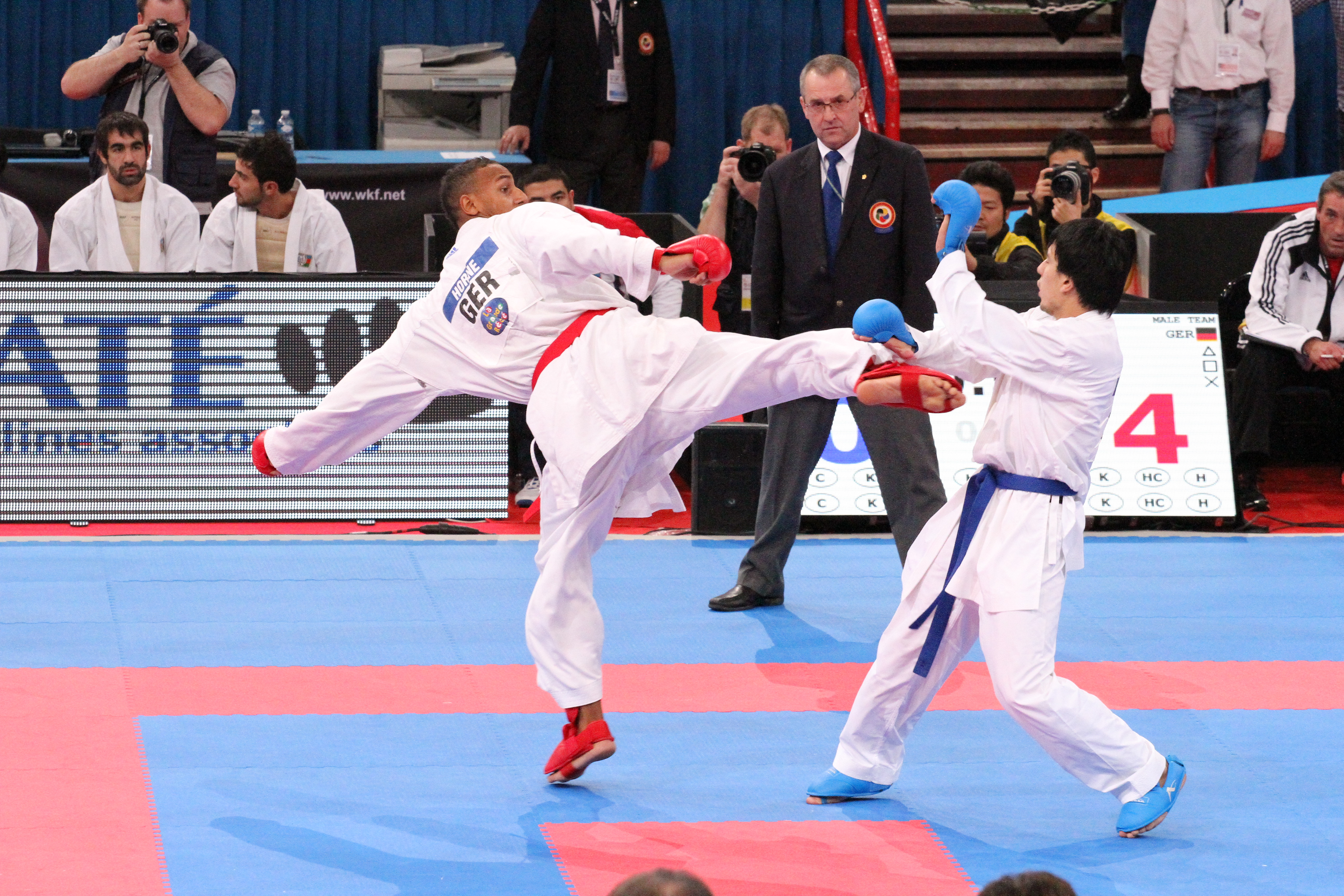
Kumite Männer
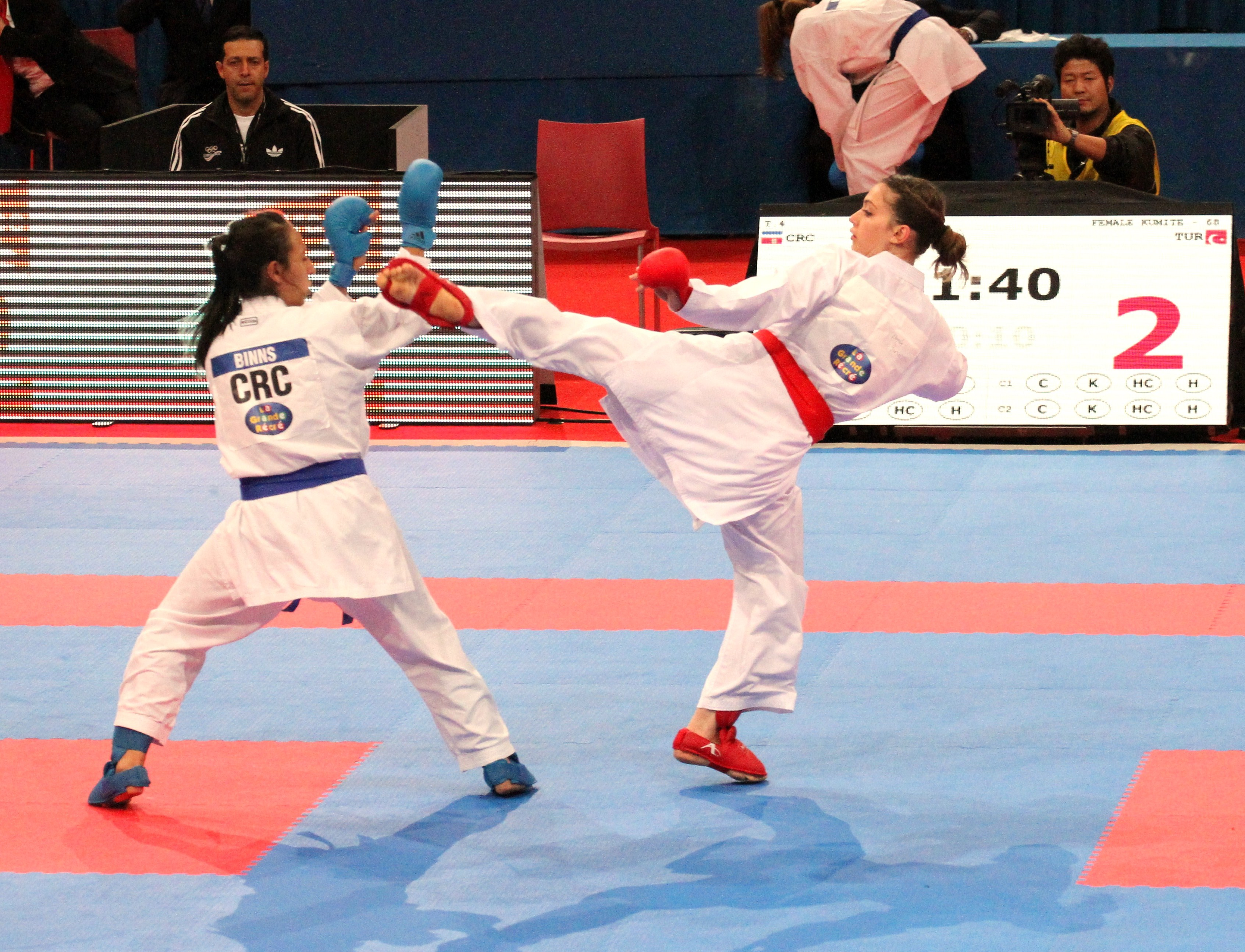
Kumite Frauen
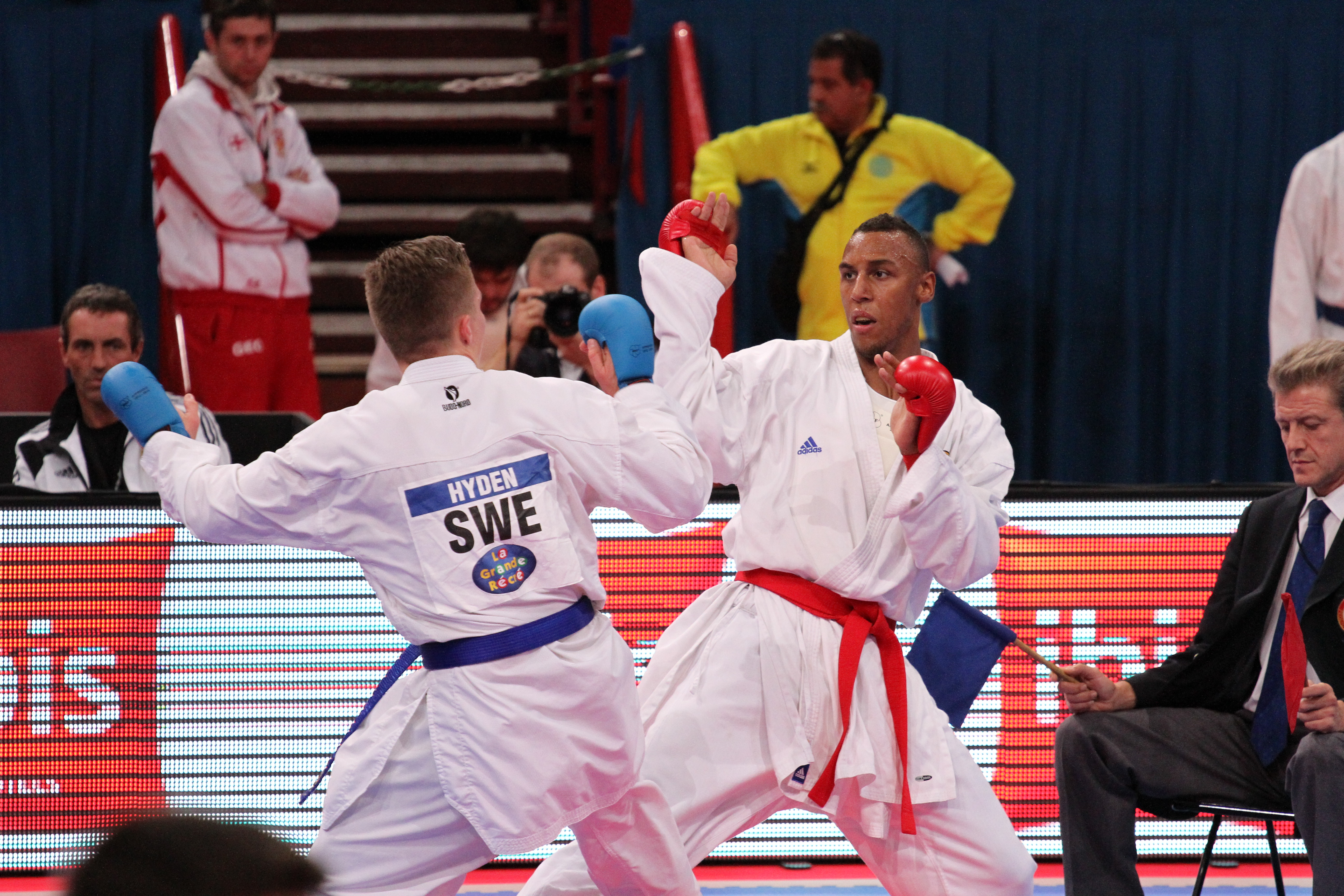
Horne (GER) vs Hayden (SWE)
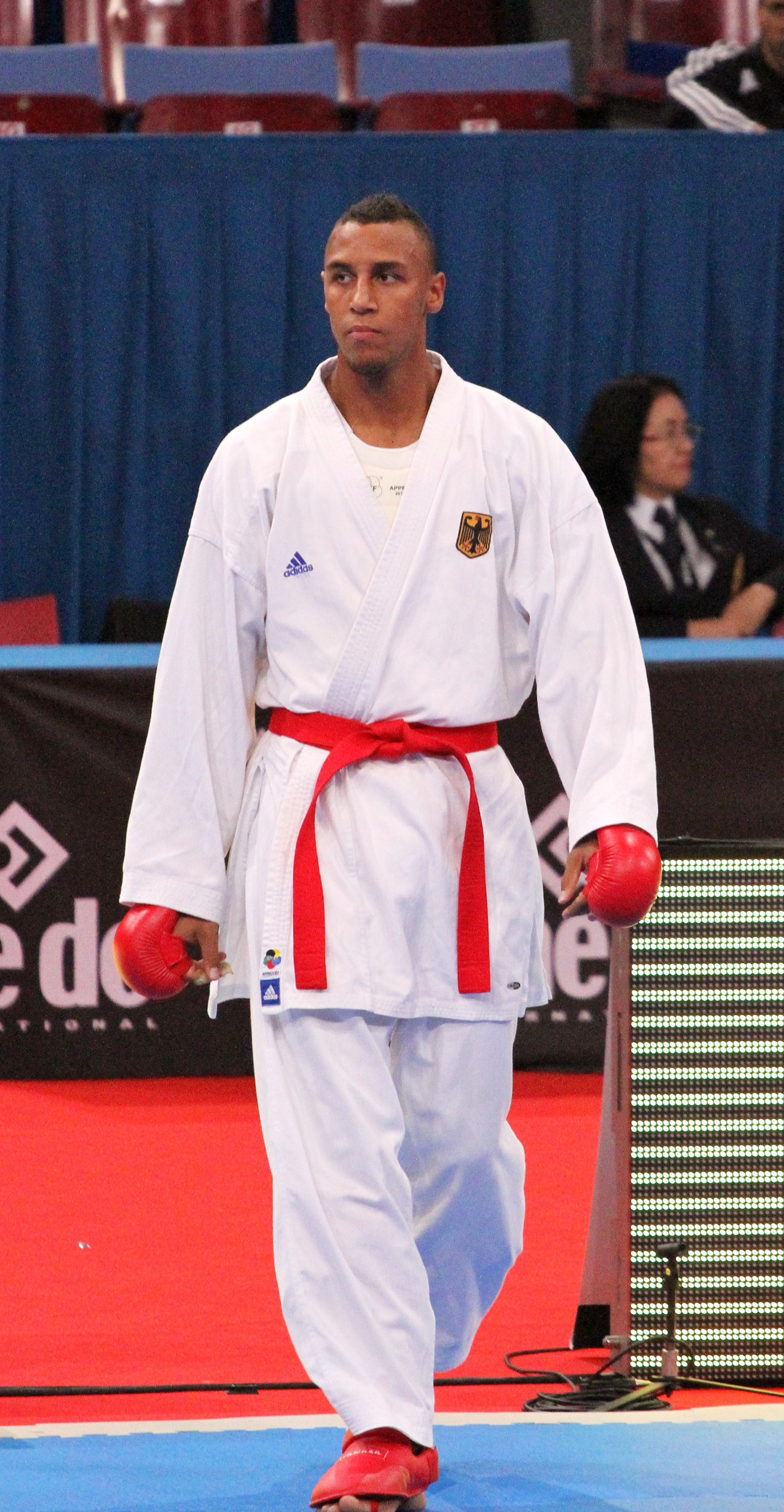
Jonathan Horne
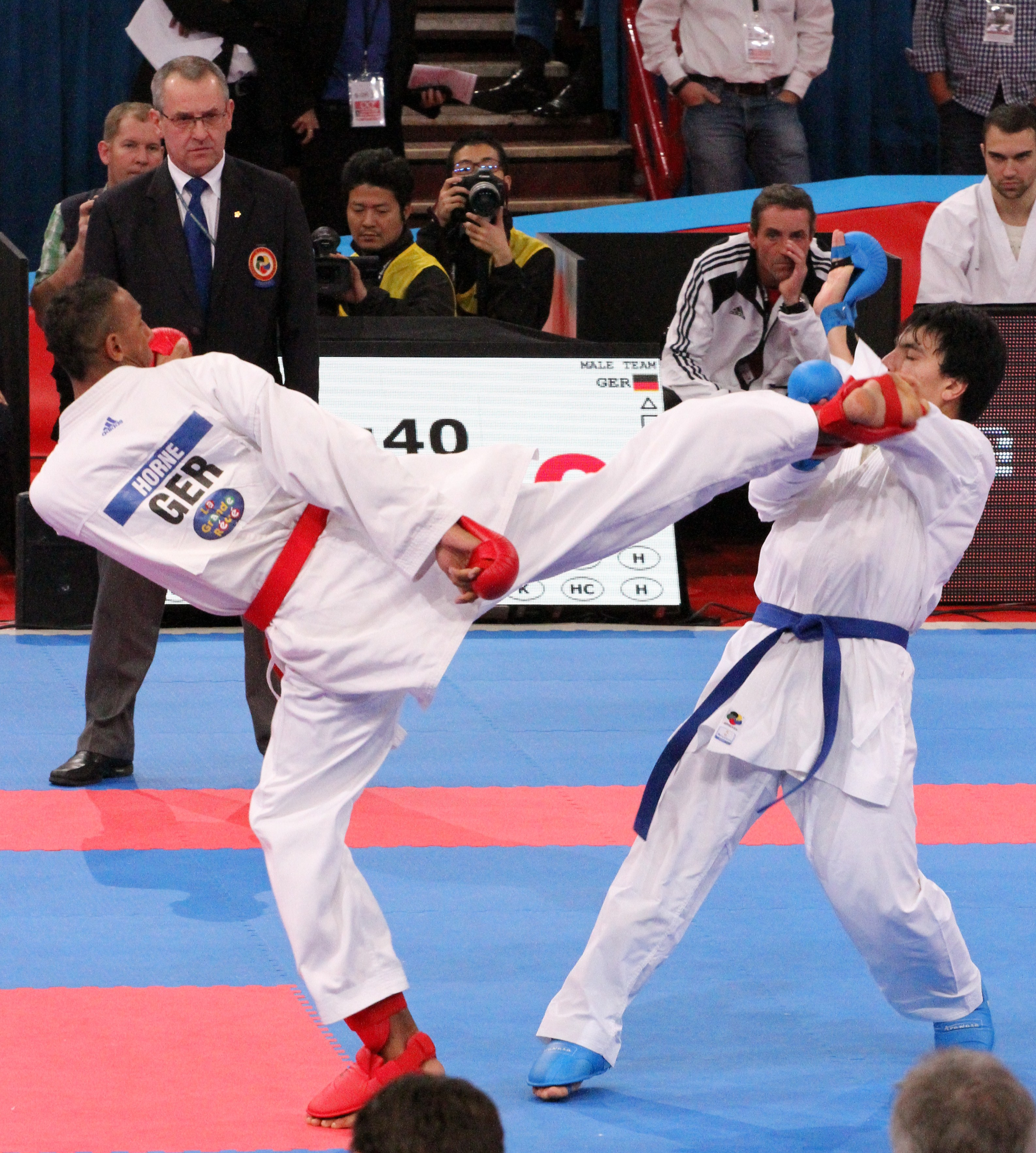
Jonathan Horne (GER) vs. Hasanov (AZE)
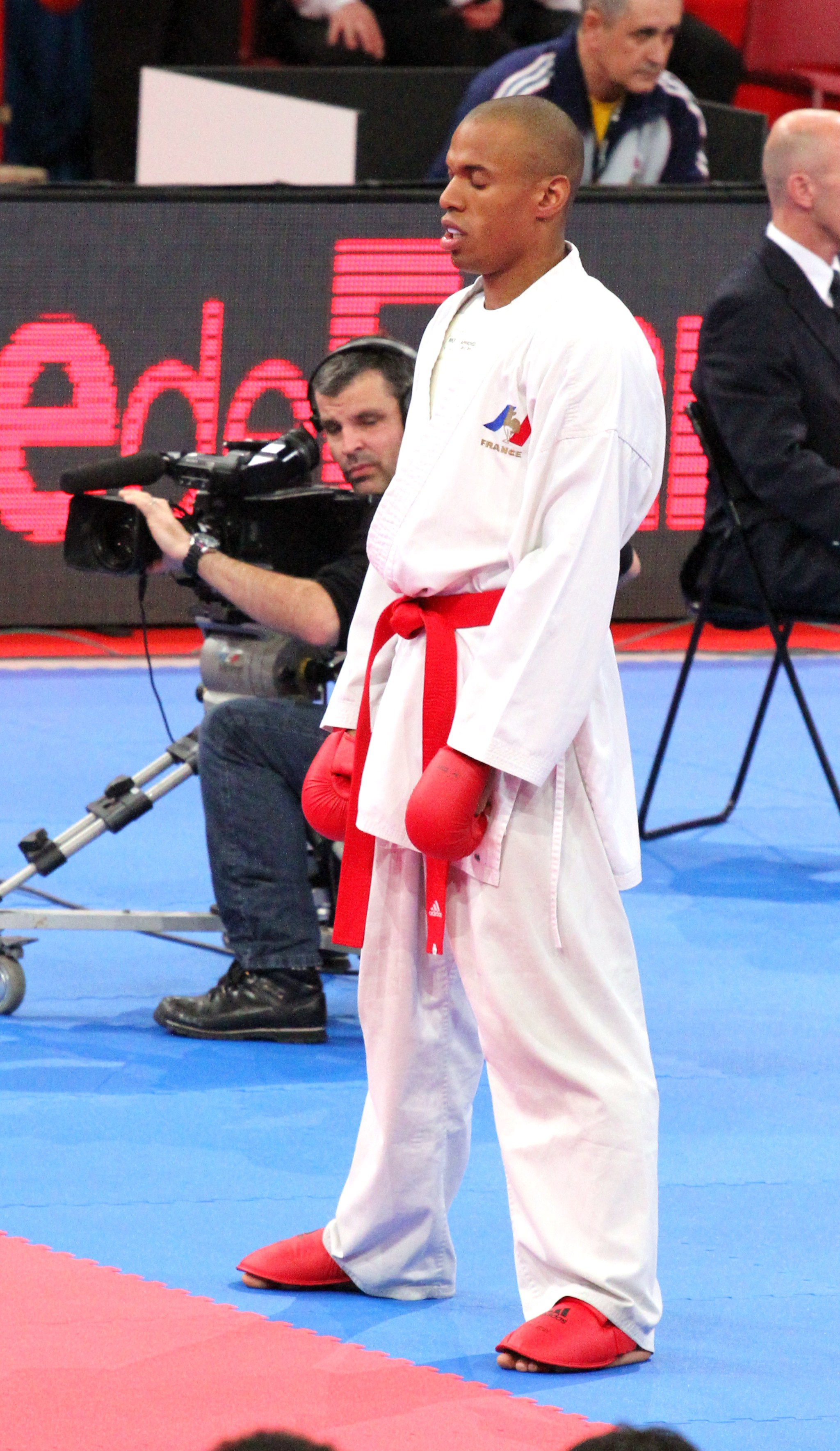
Weltmeister Kenji Grillon
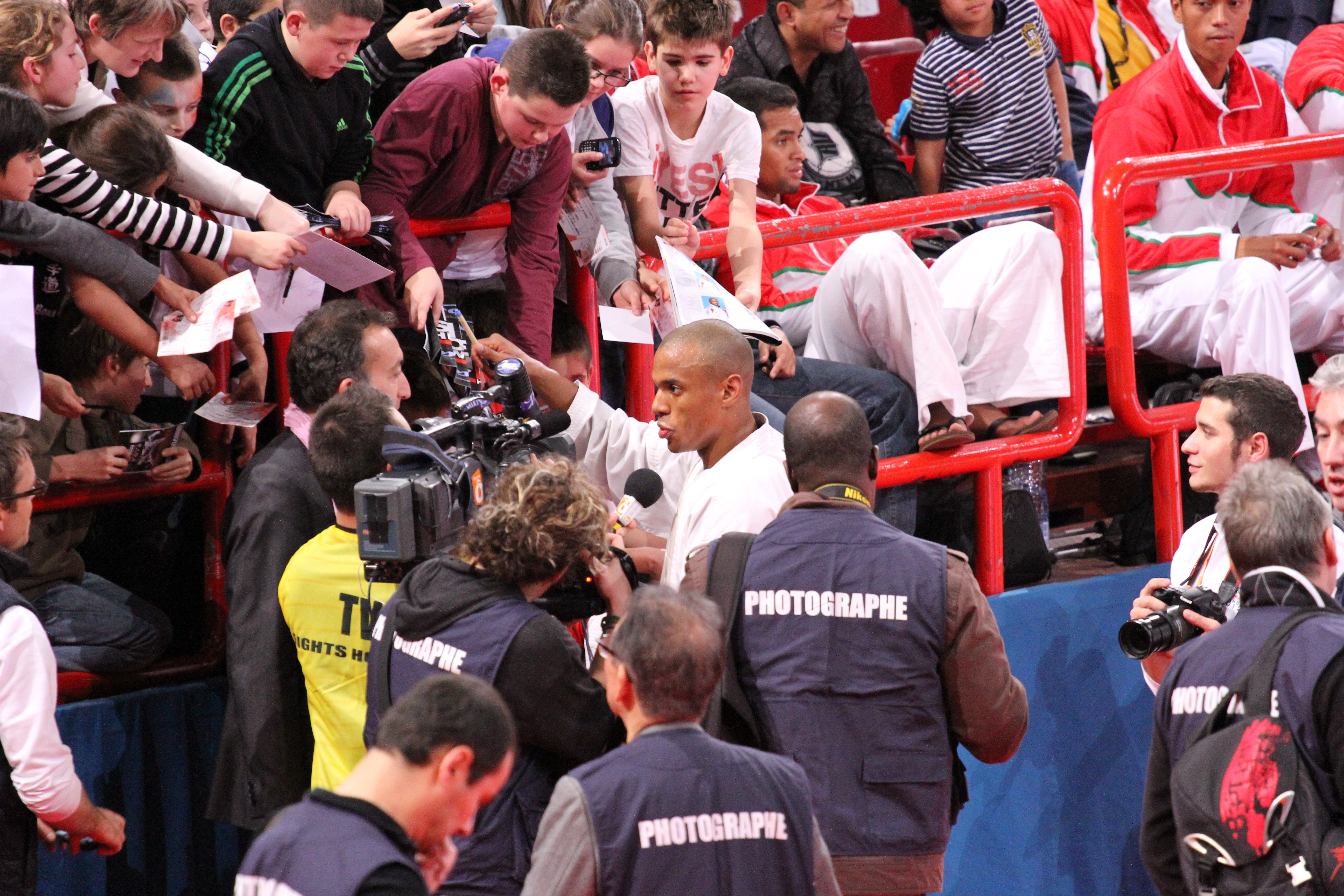
Kenji Grillon und die Presse
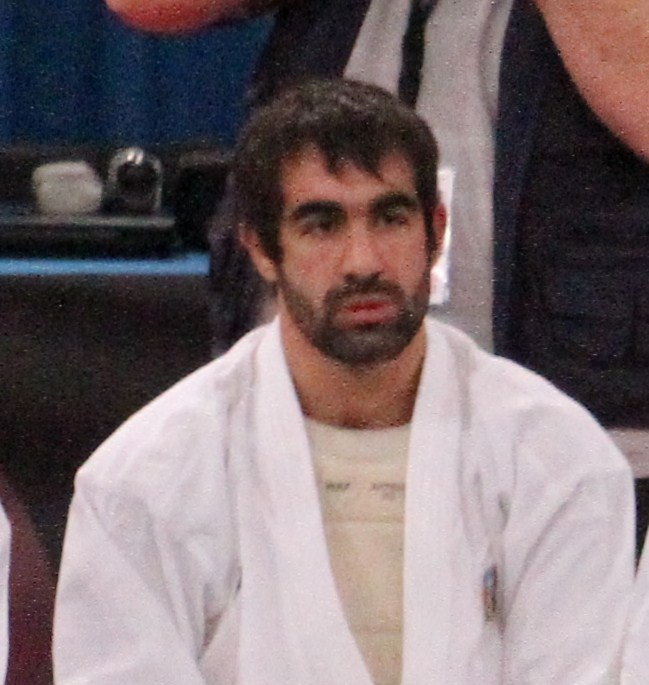
Vize-Weltmeister Rafael Aghayev
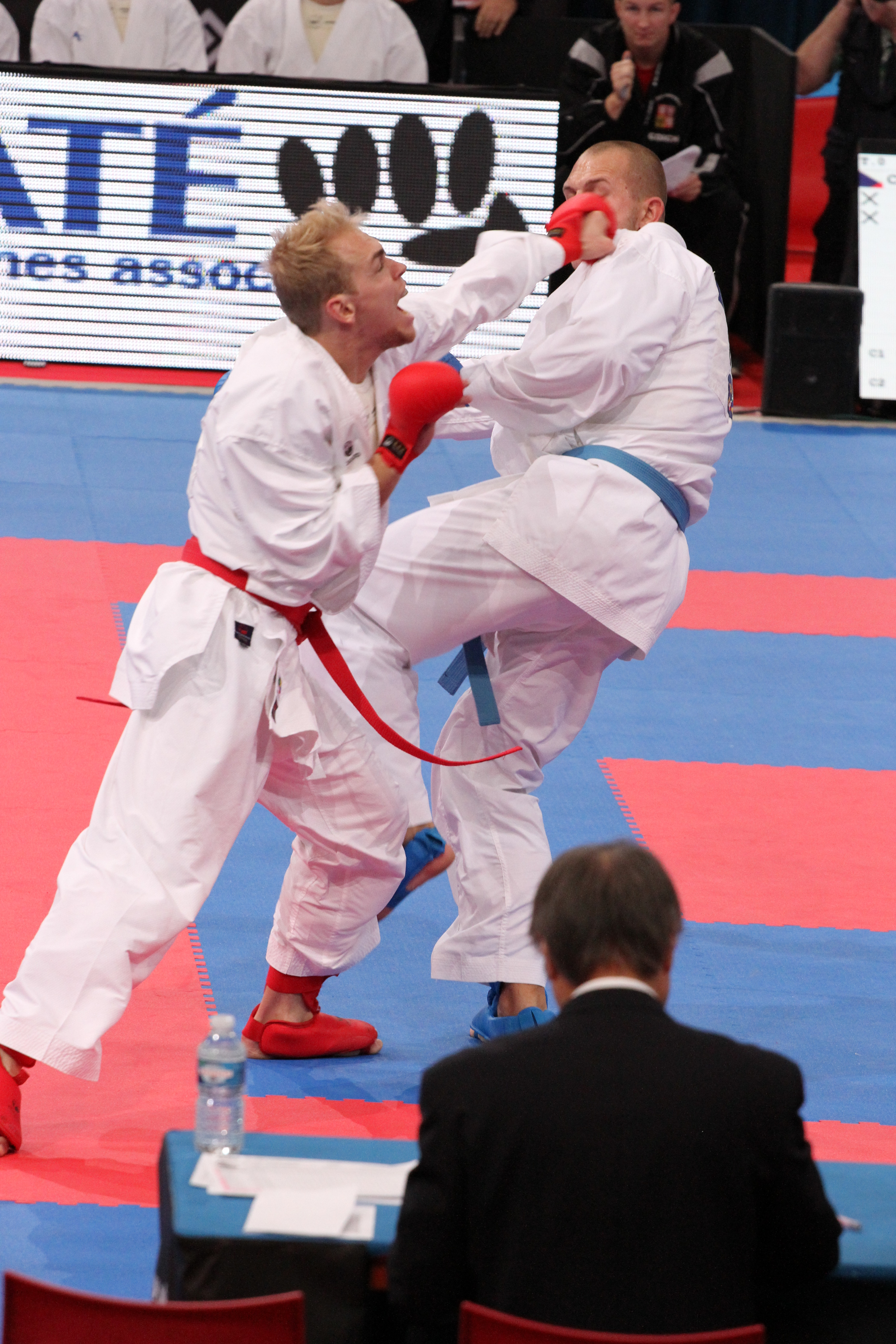
Noah Bitsch (GER) mit Kizami-Zuki

## Ergebnisse

### Kata Einzel
| Rang | Land       | Karateka            |
| ---- | ---------- | ------------------- |
| 1    | Venezuela  | Antonio Díaz        |
| 2    | Frankreich | Vu Duc Minh Dack    |
| 3    | Italien    | Luca Valdesi        |
| 3    | Japan      | Ryo Kiyuna          |
| 5    | England    | Jonathan Mottram    |
| 5    | Iran       | Farid Haghighi      |
| 7    | Australien | James Adam Giuliano |
| 7    | Taiwan     | Yi Hsiang Wang      |

| Rang | Land               | Karateka            |
| ---- | ------------------ | ------------------- |
| 1    | Japan              | Rika Usami          |
| 2    | Frankreich         | Sandy Scordo        |
| 3    | Vereinigte Staaten | Sakura Kokumai      |
| 3    | Spanien            | Yaiza Martin Abello |
| 5    | Dänemark           | Cecillie Bjerring   |
| 5    | Montenegro         | Biserka Radulovic   |
| 7    | Chile              | Carol de la Paz     |
| 7    | Kroatien           | Vlatka Kiuk         |

### Kata Mannschaft
| Rang | Land        |
| ---- | ----------- |
| 1    | Japan       |
| 2    | Italien     |
| 3    | Frankreich  |
| 3    | Ägypten     |
| 5    | Türkei      |
| 5    | Peru        |
| 7    | Deutschland |
| 7    | Malaysia    |

| Rang | Land       |
| ---- | ---------- |
| 1    | Japan      |
| 2    | Italien    |
| 3    | Frankreich |
| 3    | Spanien    |

### Kumite Männer
| Rang | Land      | Karateka           |
| ---- | --------- | ------------------ |
| 1    | Iran      | Amir Mehdizadeh    |
| 2    | Brasilien | Douglas Brose      |
| 3    | Ägypten   | Mohamed Gamal      |
| 3    | Serbien   | Marko Antić        |
| 5    | Kolumbien | Andres Rendon      |
| 5    | Südkorea  | Ji Hwan Lee        |
| 7    | Marokko   | El Mehdi Benrouida |
| 7    | Türkei    | Aykut Kaya         |

| Rang | Land               | Karateka        |
| ---- | ------------------ | --------------- |
| 1    | Ägypten            | Magdy Mamdouh   |
| 2    | Iran               | Saeid Ahmadi    |
| 3    | Vereinigte Staaten | Brian Ramrup    |
| 3    | Frankreich         | William Rolle   |
| 5    | Deutschland        | Ricardo Giegler |
| 5    | Italien            | Ciro Massa      |
| 7    | Argentinien        | Julian Pinzas   |
| 7    | Australien         | Tsuneari Yahiro |

| Rang | Land          | Karateka          |
| ---- | ------------- | ----------------- |
| 1    | Italien       | Luigi Busà        |
| 2    | Aserbaidschan | Rafael Aghayev    |
| 3    | Algerien      | Oualid Bouabaoub  |
| 3    | Japan         | Ko Matsuhisa      |
| 5    | Österreich    | Stefan Pokorny    |
| 5    | Frankreich    | Davy Dona         |
| 7    | Mazedonien    | Ferat Korbuljikji |
| 7    | Griechenland  | Nikolaos Kosmas   |

| Rang | Land          | Karateka            |
| ---- | ------------- | ------------------- |
| 1    | Frankreich    | Kenji Grillon       |
| 2    | Japan         | Ryūtarō Araga       |
| 3    | Türkei        | Yavuz Karamollaoğlu |
| 3    | Aserbaidschan | Aykhan Mamayev      |

| Rang | Land          | Karateka           |
| ---- | ------------- | ------------------ |
| 1    | Türkei        | Enes Erkan         |
| 2    | Aserbaidschan | Shahin Atamov      |
| 3    | Kasachstan    | Khalid Khalidov    |
| 3    | Italien       | Stefano Maniscalco |

### Kumite Frauen
| Rang | Land                    | Karateka          |
| ---- | ----------------------- | ----------------- |
| 1    | Frankreich              | Alexandra Recchia |
| 2    | Volksrepublik China     | Li Hong           |
| 3    | Türkei                  | Serap Özçelik     |
| 3    | Dominikanische Republik | Ana Villanueva    |
| 5    | Ägypten                 | Areeg Rashed      |
| 5    | Marokko                 | Hiba Raouf        |
| 7    | Deutschland             | Duygu Bugur       |
| 7    | Russland                | Elena Ponomareva  |

| Rang | Land       | Karateka          |
| ---- | ---------- | ----------------- |
| 1    | Frankreich | Lucie Ignace      |
| 2    | Kroatien   | Jelena Kovačević  |
| 3    | Ägypten    | Yassmin Hamdy     |
| 3    | Japan      | Miki Kobayashi    |
| 5    | Kasachstan | Sabina Zakharova  |
| 5    | Malaysia   | Nisha Alagasan    |
| 7    | Algerien   | Yasmine Benazzoug |
| 7    | Türkei     | Tuba Yenen        |

| Rang | Land       | Karateka            |
| ---- | ---------- | ------------------- |
| 1    | Frankreich | Lolita Dona         |
| 2    | Tunesien   | Boutheina Hasnaoui  |
| 3    | Schweiz    | Elena Quirici       |
| 3    | Japan      | Yū Miyamoto         |
| 5    | Slowakei   | Viktoria Semanikova |
| 5    | Türkei     | Ece Yasar           |
| 7    | Australien | Kristina Mah        |
| 7    | Chile      | Daniela Lepin       |

| Rang | Land       | Karateka            |
| ---- | ---------- | ------------------- |
| 1    | Japan      | Kayo Someya         |
| 2    | Türkei     | Hafsa Şeyda Burucu  |
| 3    | Ägypten    | Heba Abdelrahman    |
| 3    | Frankreich | Tiffany Fanjat      |
| 5    | Kroatien   | Azra Sales          |
| 5    | Russland   | Inga Sheroziya      |
| 7    | Belgien    | Luana Debatty       |
| 7    | Spanien    | Irene Colomar Costa |

| Rang | Land         | Karateka                    |
| ---- | ------------ | --------------------------- |
| 1    | Frankreich   | Nadège Ait-Ibrahim          |
| 2    | Italien      | Greta Vitelli               |
| 3    | Japan        | Ayumi Uekusa                |
| 3    | Griechenland | Eleni Chatziliadou          |
| 5    | Neuseeland   | Sophie Savill               |
| 5    | Schweiz      | Jessica Cargill             |
| 7    | Kolumbien    | Sayaka Yurani Osorio Upegui |
| 7    | Slowakei     | Dominika Tataova            |

### Kumite Mannschaft
| Rang | Nation      | Athleten                                                                                                 |
| ---- | ----------- | --- |
| 1    | Frankreich  | |
| 2    | Türkei      | |
| 3    | Ägypten     | |
| 3    | Iran        | |
| 5    | Deutschland | Heinrich Leistenschneider, Noah Bitsch, Oliver Henning, Mehmet Bolat, Nika Tsurtsumia und Jonathan Horne |
| 5    |             | |
| 7    |             | |
| 7    |             | |

| Rang | Land                |
| ---- | ------------------- |
| 1    | Frankreich          |
| 2    | Kroatien            |
| 3    | Türkei              |
| 3    | Japan               |
| 5    | Volksrepublik China |
| 5    | Mexiko              |
| 7    | Taiwan              |
| 7    | Russland            |

## Medaillenspiegel
| Rang  | Land                    | Gold | Silber | Bronze | Gesamt |
| ----- | ----------------------- | ---- | ------ | ------ | ------ |
| 1     | Frankreich              | 7    | 2      | 4      | 13     |
| 2     | Japan                   | 4    | 1      | 6      | 11     |
| 3     | Italien                 | 1    | 3      | 2      | 6      |
| 4     | Türkei                  | 1    | 2      | 3      | 6      |
| 5     | Iran                    | 1    | 1      | 1      | 3      |
| 6     | Ägypten                 | 1    | 0      | 5      | 6      |
| 7     | Venezuela               | 1    | 0      | 0      | 1      |
| 8     | Aserbaidschan           | 0    | 2      | 1      | 3      |
| 9     | Kroatien                | 0    | 2      | 0      | 2      |
| 10    | Brasilien               | 0    | 1      | 0      | 1      |
| 10    | Volksrepublik China     | 0    | 1      | 0      | 1      |
| 10    | Tunesien                | 0    | 1      | 0      | 1      |
| 13    | Spanien                 | 0    | 0      | 2      | 2      |
| 13    | Vereinigte Staaten      | 0    | 0      | 2      | 2      |
| 15    | Algerien                | 0    | 0      | 1      | 1      |
| 15    | Dominikanische Republik | 0    | 0      | 1      | 1      |
| 15    | Griechenland            | 0    | 0      | 1      | 1      |
| 15    | Kasachstan              | 0    | 0      | 1      | 1      |
| 15    | Serbien                 | 0    | 0      | 1      | 1      |
| 15    | Schweiz                 | 0    | 0      | 1      | 1      |
| Total | Total                   | 16   | 16     | 32     | 64     |

## Teilnehmer
Liste der teilnehmenden Staaten und Anzahl an Athleten:
- Afghanistan (1)
- Albanien (4)
- Algerien (16)
- Andorra (1)
- Argentinien (4)
- Armenien (5)
- Australien (8)
- Österreich (11)
- Aserbaidschan (9)
- Bangladesch (3)
- Belarus (11)
- Belgien (9)
- Belize (1)
- Benin (7)
- Bosnien und Herzegowina (12)
- Botswana (2)
- Brasilien (12)
- Bulgarien (11)
- Kamerun (6)
- Kanada (12)
- Chile (10)
- Volksrepublik China (12)
- Chinesisch Taipeh (8)
- Kolumbien (14)
- Republik Kongo (5)
- Costa Rica (2)
- Kroatien (23)
- Kuba (2)
- Curaçao (1)
- Zypern (2)
- Tschechien (12)
- Dänemark (6)
- Dominikanische Republik (7)
- Ecuador (6)
- Ägypten (19)
- England (19)
- Estland (1)
- Finnland (8)
- Frankreich (24)
- Gabun (8)
- Georgien (7)
- Deutschland (22)
- Griechenland (13)
- Guinea (1)
- Hongkong (9)
- Ungarn (13)
- Island (3)
- Indien (9)
- Indonesien (10)
- Iran (14)
- Irland (6)
- Israel (6)
- Italien (18)
- Japan (21)
- Kasachstan (12)
- Kenia (13)
- Kuwait (8)
- Lettland (6)
- Libanon (1)
- Libyen (4)
- Luxemburg (5)
- Macau (6)
- Nordmazedonien (12)
- Madagaskar (8)
- Malaysia (13)
- Mali (2)
- Mexiko (15)
- Moldau (3)
- Monaco (1)
- Montenegro (17)
- Marokko (18)
- Mosambik (2)
- Nepal (3)
- Niederlande (11)
- Neuseeland (10)
- Nicaragua (2)
- Norwegen (5)
- Pakistan (1)
- Palästina (1)
- Peru (11)
- Philippinen (1)
- Polen (7)
- Portugal (17)
- Puerto Rico (2)
- Katar (5)
- Rumänien (11)
- Russland (20)
- Ruanda (5)
- San Marino (1)
- São Tomé und Príncipe (1)
- Saudi-Arabien (9)
- Schottland (5)
- Senegal (9)
- Serbien (19)
- Singapur (1)
- Slowakei (9)
- Slowenien (10)
- Südafrika (10)
- Südkorea (13)
- Spanien (19)
- Sri Lanka (1)
- Schweden (8)
- Schweiz (13)
- Syrien (1)
- Tunesien (12)
- Türkei (21)
- Ukraine (15)
- Vereinigte Arabische Emirate (5)
- Vereinigte Staaten (14)
- Usbekistan (11)
- Venezuela (18)
- Vietnam (10)
- Wales (2)
- Jemen (1)
- Sambia (5)
- Simbabwe (3)